# Тілопо аруйський
Тілопо аруйський (Ptilinopus iozonus) — вид голубоподібних птахів родини голубових (Columbidae). Мешкає на Новій Гвінеї та на сусідніх островах, зокрема на островах Ару.

## Опис
Довжина птаха становить 21 см. Забарвлення переважно зелене. На животі велика оранжева пляма. В залежності від підвиду на плечах фіолетові або темно-сірі плями. Края крил жовті. Гузка жовтувата, на хвості сіра смуга.

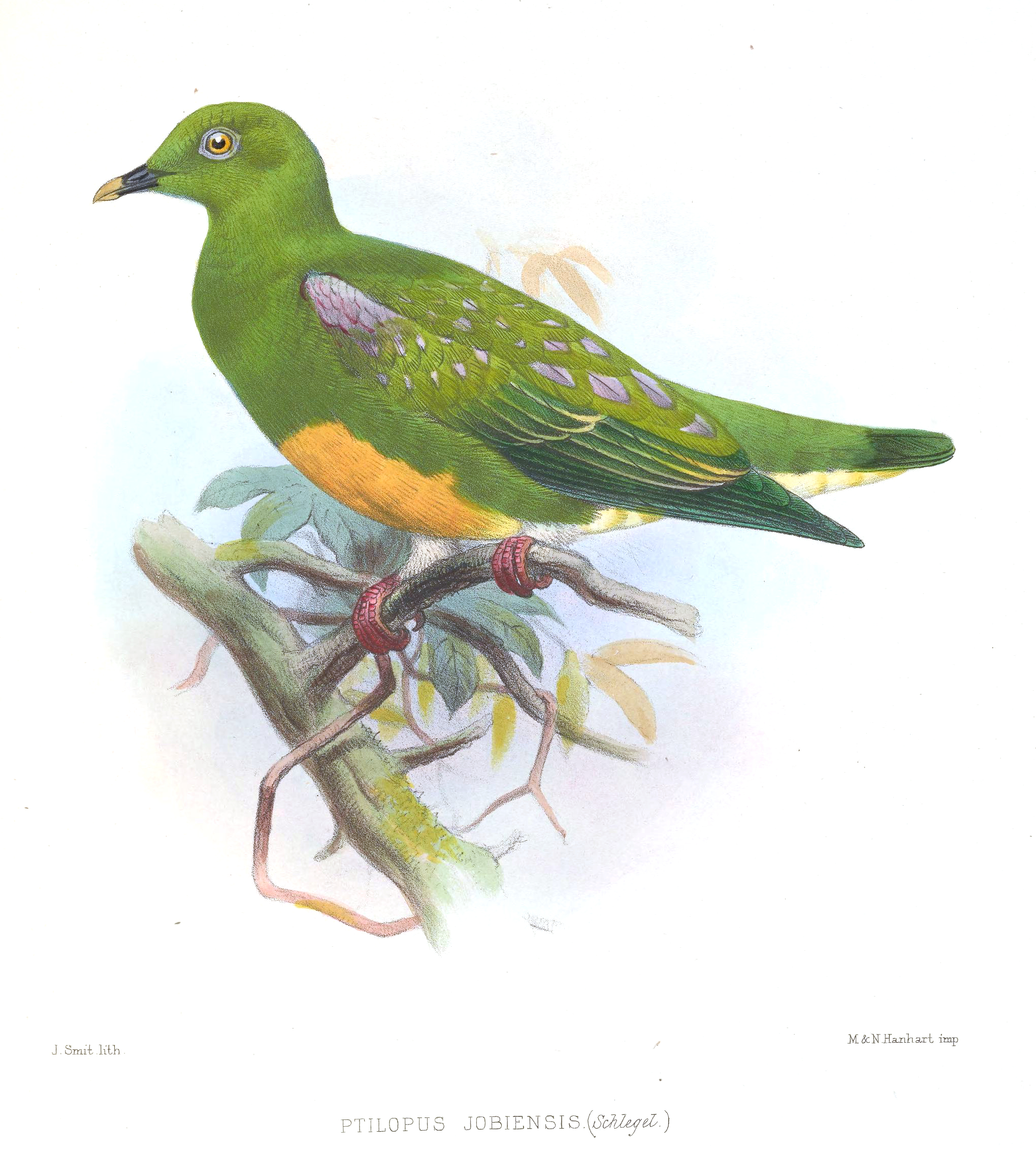
Аруйський тілопо (підвид P. i. iobiensis)

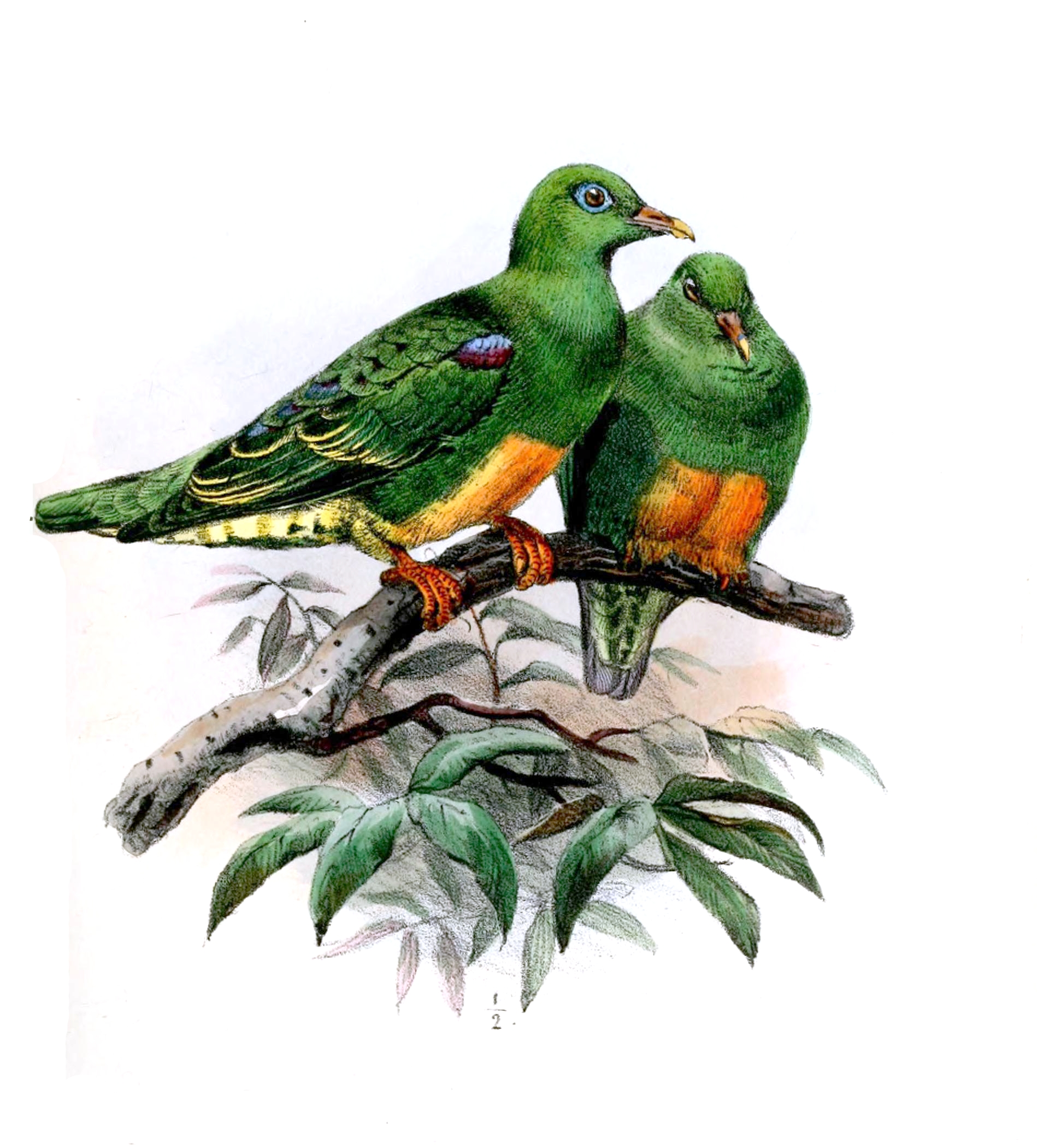
Аруйські тілопо (підвид P. i. humeralis)

## Підвиди
Виділяють чотири підвиди:
- P. i. iozonus Gray, GR, 1858 — острови Ару і південь Нової Гвінеї;
- P. i. humeralis Wallace, 1862 — острови Західного Папуа та захід Нової Гвінеї;
- P. i. iobiensis Schlegel, 1873 — північ Нової Гвінеї, острови Япен, Манам[en] та сусідні острови;
- P. i. finschi Mayr, 1931 — схід і південний схід Нової Гвінеї.

## Поширення і екологія
Аруйські тілопо живуть в тропічних і мангрових лісах та садах. Зустрічаються на висоті до 1000 м над рівнем моря. Живляться плодами і ягодами. В кладці одне яйце.